# 新都心出入口
新都心出入口（しんとしんでいりぐち）は、埼玉県さいたま市にある、首都高速道路埼玉新都心線 (S2) の出入口である。与野方向からの出口と与野方向への入口は中央区新都心に、さいたま見沼方向からの出口とさいたま見沼方向への入口は大宮区北袋町に所在する。
一カ所にフルインターチェンジ（上下4車線）を建設する敷地がなかったことにより、新都心トンネルの中間点（新都心西方向）とさいたま新都心駅をアンダーパスした終点部分（さいたま見沼方向）とで1.5kmほど距離が離れた地点に片方向別の出入口がそれぞれ設置される独特な構造となっている。

## 歴史
- 2004年（平成16年）5月26日 : 埼玉新都心線新都心西出入口 - 当出入口の開通とともに供用開始。
- 2006年（平成18年）8月4日 : さいたま見沼方面の出入口が完成（計画時の仮称は産業道路出入口）。

## 料金所

### さいたま見沼方面
- レーン数：2
  - 一般・ETC：1
  - 閉鎖中：1

### 東京方面
- レーン数：2
  - ETC専用：1
  - 一般：1

## 周辺
新都心西・美女木方向出入口
さいたま新都心の区域内にあり、さいたまスーパーアリーナの直下を通る新都心トンネルから分岐・合流し、地上までトンネルとなっている。スーパーアリーナを囲うように東西に離れた場所（入口：西大通り沿い、出口：ふじ通り沿い）にハーフインターチェンジ状で存在する。
- 国道17号
- さいたま新都心駅（西口）
- 北与野駅
- さいたま赤十字病院・埼玉県立小児医療センター

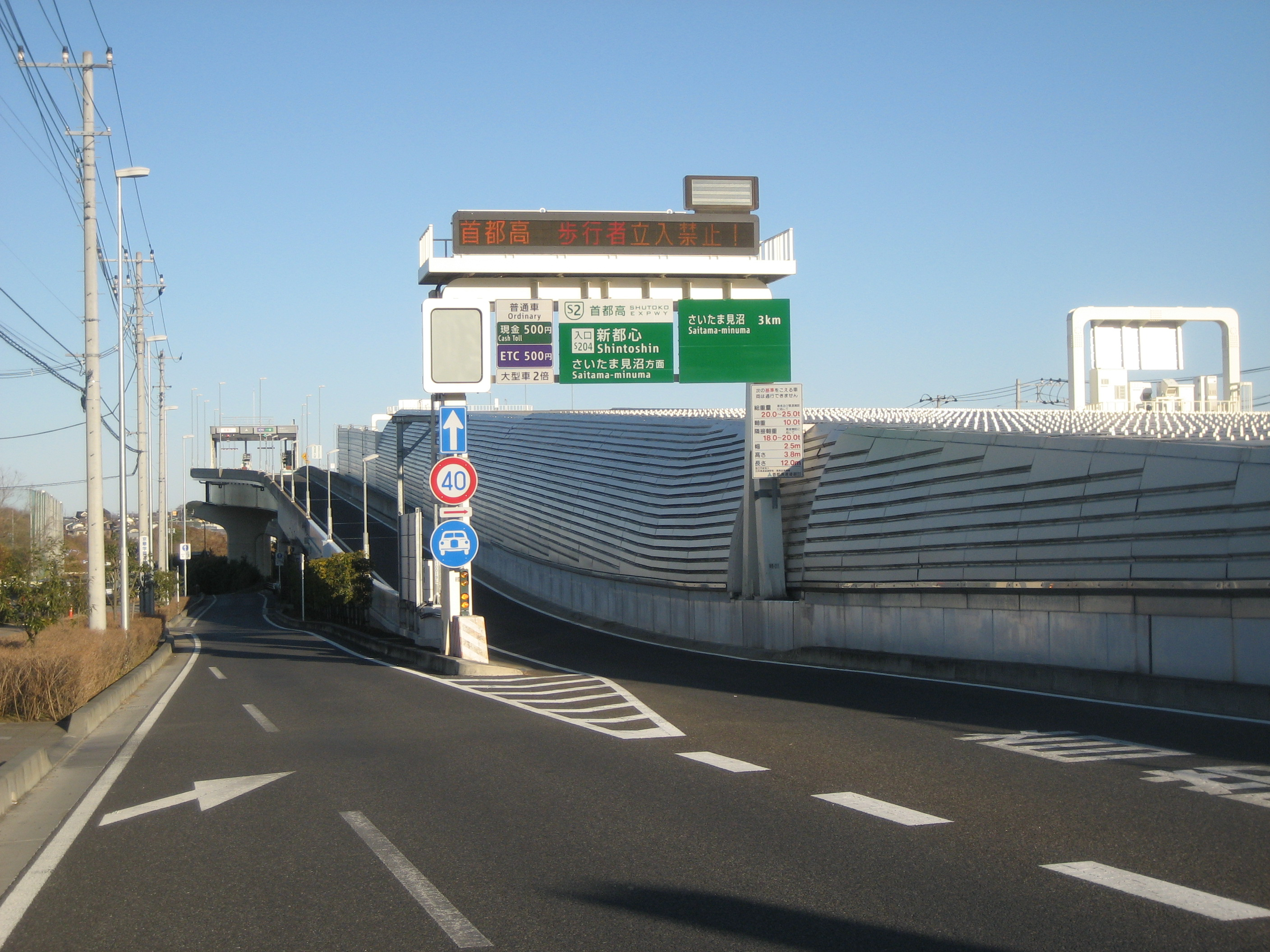
さいたま見沼方面入口付近
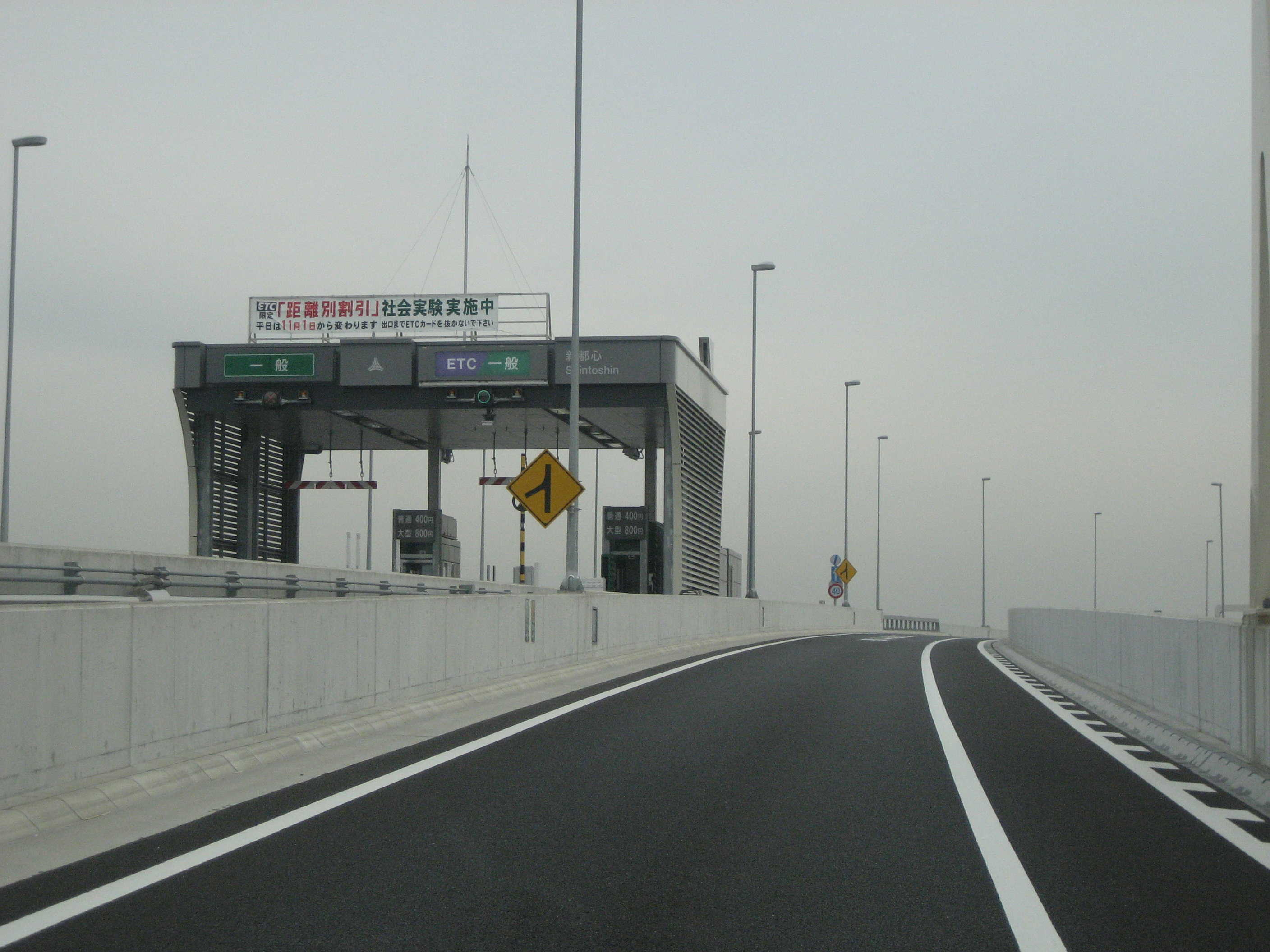
さいたま見沼方面料金所

さいたま見沼方向出入口
さいたま新都心から離れた新都心トンネルの終端と連続した高架橋と接しており、与野出入口と同様の一般的なハーフインターチェンジの構造となっている。
- 埼玉県道35号川口上尾線（北袋町交差点）
- 埼玉県道56号さいたまふじみ野所沢線（北袋町交差点、起点）
- さいたま新都心駅（東口）
- コクーンシティ
- 大原サッカー場
- 埼玉県障害者交流センター

## 備考
さいたま見沼方面への入口から埼玉新都心線に入ると1.4kmほどで終点のさいたま見沼出口に到着し一般道路に降りることになるので、さいたま見沼方面の入口を利用する人は少ない。ただし、同区間は並行する側道（一般道路）が存在せず、一般道では縦貫する産業道路の大宮区東町交差点か浦和区上木崎四丁目交差点を経由して大回りしなければ到達できない。
2010年7月より、東武バスウエスト岩槻営業所が新都心入口からさいたま見沼出口間を経由する一般路線バス「新高01系統」を運行している。

## 隣
首都高速埼玉新都心線
(S201,S202) 新都心西出入口 - (S203,S204) 新都心出入口 - (S205) さいたま見沼出入口